# وارن‌پوینت
وارن‌پوینت (به انگلیسی: Warrenpoint) یک منطقهٔ مسکونی در بریتانیا است که در شهرستان داون واقع شده‌است. وارن‌پوینت ۸٬۷۳۲ نفر جمعیت دارد.